# Punta Médanos (Schiff)
Die Punta Médanos (Kennung B-18) war ein 1950 gebauter Tanker der argentinischen Marine, den sie 1978 bei der abgebrochenen Eroberung des Beagle-Kanals und 1982 im Falklandkrieg einsetzte. Das Schiff sank 1988 auf dem Weg zur Abwrackwerft.

## Geschichte
Zur Erweiterung der Tankerflotte der Marine beauftragte die argentinische Regierung am 20. Oktober 1947 die britische Werft Swan Hunter in Wallsend mit dem Bau des Marinetankers als eine von insgesamt sechs Neuanschaffungen aus Europa und den USA. Der Neubau sollte neben Transportaufgaben als Neuheit als Flottentanker auch Betankungen während der Fahrt durchführen können, Vorkehrungen für eine schnelle Bewaffnung vorhalten und eine hohe Geschwindigkeit aufweisen. Auf der Werft wurde das Schiff unter der Baunummer 1785 auf Kiel gelegt und erhielt beim Stapellauf am 20. Februar 1950 den Namen Punta Médanos nach dem gleichnamigen Kap in der Provinz Buenos Aires.
Nach der Fertigstellung im Oktober 1950 erfolgte die Indienststellung am 1. Dezember des Jahres. Nach einer ersten kommerziellen Reise nach Curaçao wurde die Punta Médanos Anfang 1951 dem Marinetransportkommando zugeteilt, wo sie bis 1960 blieb. Während dieser Zeit übernahm der Tanker zahlreiche kommerzielle Transporte im Auftrag der Yacimientos Petrolíferos Fiscales, des staatlichen Erdgas- und Erdöl-Unternehmen. in Argentinien. Diese Fahrten führten in die USA, nach London, Rotterdam und nach Curaçao. 1960 wurde die Punta Médanos der Hochseeflotte als Versorgungs- und Nachschubschiff zugeteilt; Basis war der Marinestützpunkt Puerto Belgrano. Neben der Teilnahme an zahlreichen Marinemanövern wurde der Tanker Im Sommer 1962/1963 der Antarktiskampagne zugeteilt und unterstützte argentinische Schiffe.
Im Dezember 1978 war die Punta Médanos Bestandteil des Flottenverbandes der argentinischen Marine, der während der abgebrochenen Operation Soberanía – der argentinischen Eroberung des Beagle-Kanals zwischen Argentinien und Chile – der Invasionsflotte zugeteilt war. Der Tanker gehörte zur zweiten Gruppe um den Kreuzer General Belgrano, die den Landungsschiffen Deckung geben sollte.
Während des Falklandkrieges 1982 wurde die Punta Médanos zunächst der Task Force FT-20 zugewiesen, die mit dem Flugzeugträger Veinticinco de Mayo als Führungsschiff die Fernsicherung der Invasionsflotte übernahm, später wurde die Punta Médanos der Task Force FT 79 überstellt. Während des Einsatzes fiel die Maschinenanlage des Tankers aus und er musste vom Eisbrecher Almirante Irizar nach Puerto Madryn in Argentinien geschleppt werden. Das Schiff konnte nicht mehr repariert werden, wurde nach dem Krieg zum Marinestützpunkt Puerto Belgrano geschleppt und 1984 dort außer Dienst gestellt.
Nach dem Verkauf 1985 dauerte es noch drei Jahre bis zum Abwracken. Auf dem Weg zur Abwrackwerft in Bangkok sank der Tanker am 20. Juni 1988 im Schlepp rund 350 Seemeilen östlich von Montevideo (34° 40′ S, 48° 49′ W).

## Technische Daten
Der Tanker war 153,02 Meter lang, 18,90 Meter breit und hatte einen Tiefgang von 8,76 Metern. Er war mit 7905 BRT bzw. 3480 NRT vermessen und hatte eine Tragfähigkeit von 8471 Tonnen. Als Antrieb dienten vier ölbefeuerte Dampfturbinen, die 11.500 PS leisteten und auf zwei Schrauben wirkten. Damit erreichte der Tanker eine Geschwindigkeit von 18,0 Knoten. Die Besatzung bestand aus 99 Mann.